# Ezana

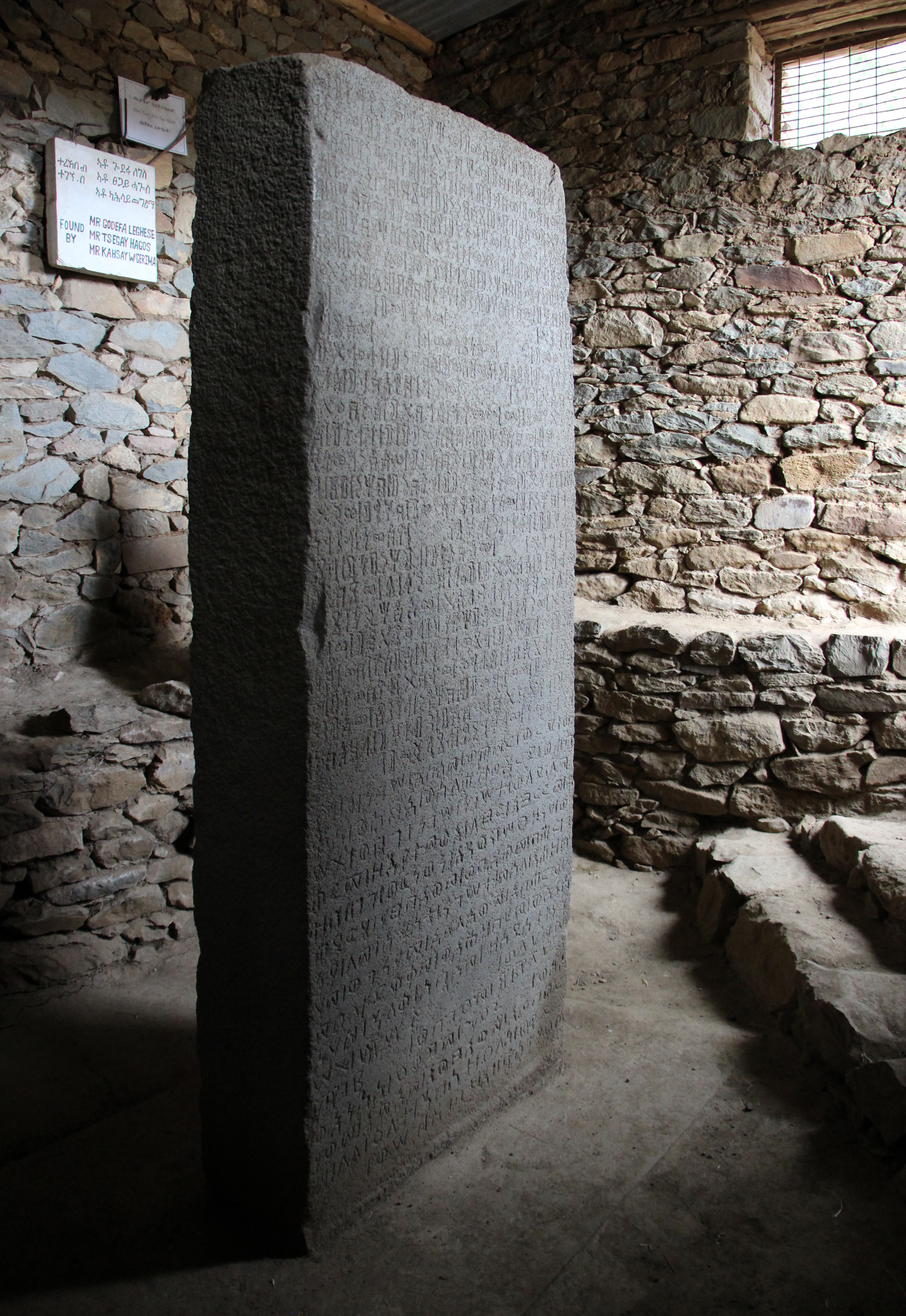
Estela de Ezana

Ezana (gueês: ዒዛና ‘Ezana, invocalizodo ዐዘነ ‘zn) foi um governante do Reino de Axum, que reinou aproximadamente entre 333 e 350.  Em suas inscrições era proclamado "Rei de Sabá e Salhem, Himiar e Du-Raidã".  A tradição afirma que "Ezana sucedeu seu pai Ela Amida (Usanas) ainda criança e sua mãe, Sofia foi sua regente.  Ezana também era conhecido pelo título de bisi alêne. 

## Reinado
Ezana foi o primeiro monarca do Reino de Axum a abraçar o cristianismo,  e o primeiro depois de Za Hacala (possivelmente Zoscales) ser mencionado pelos historiadores contemporâneos, uma situação que levou Munro-Hay a comentar que ele era "o mais famoso dos reis axumitas antes de Elesbão (Calebe). "  Seu tutor de infância, o cristão sírio Frumêncio, tornou-se chefe da Igreja etíope. Uma carta sobrevivente do imperador romano ariano Constâncio II é endereçada a Ezana e seu irmão Saizana e solicita que Frumêncio seja enviado a Alexandria para ser examinado por erros doutrinários e ser substituído por Teófilo, o Índio; Munro-Hay assume que "Ezana recusou ou ignorou este pedido". 
Ezana também lançou várias campanhas militares, que registrou em suas inscrições. Um par de inscrições em uma estela em gueês, encontrado em Meroé, é vista como evidência de uma campanha no século IV, que poderia ter ocorrido durante o reinado de Ezana, ou no reinado de seu pai e antecessor Usanas. Alguns estudiosos interpretam essas inscrições como prova de que os axumitas destruíram o reino de Cuxe, outros observam que a evidência arqueológica aponta para um declínio econômico e político em Meroé em torno de 300.  Além disso, alguns interpretam a estela como uma ajuda militar prestada por Axum a Meroé para reprimir a revolta e a rebelião dos Nuba. No entanto, não existem evidências conclusivas para qualquer uma destas hipóteses até o momento.
Em algumas das moedas axumitas cunhadas durante o reinado de Ezana aparece a legenda em grego TOYTOAPECHTHXWPA - "Que isto agrade as pessoas". Munro-Hay comenta que esta legenda é "uma peculiaridade bastante atraente da cunhagem axumita, que representa uma preocupação real e um sentimento de responsabilidade para com os desejos e o contentamento do povo".  Diversas moedas cunhadas com seu nome foram encontradas no final dos anos 90 em sítios arqueológicos na Índia, indicando contatos comerciais naquele país.  Uma característica notável das moedas é uma mudança do motivo pagão anterior com o disco solar e o crescente estilizados para o desenho com uma cruz cristã. Ezana também ficou conhecido por erguer várias estelas e obeliscos.
O nome Ezana não aparece nas listas de reis apesar de que foram feitas moedas com seu nome. Segundo a tradição, os imperadores Abrá (Abreha) e Asbá (Atzbeha), também chamados Aizana e Saizana, governaram a Etiópia quando o cristianismo foi introduzido. Pode ser que esses nomes tenham sido aplicados posteriormente a Ezana e seu irmão ou que esses fossem seus nomes batismais. 
Junto com seu irmão, Saizana, Ezana é considerado santo pela Igreja Ortodoxa Etíope, sendo celebrado seu dia em 1º de outubro. 